# Animals ferits
Animals ferits és una pel·lícula catalana dirigida per Ventura Pons l'any 2006. Gravada originalment en català, castellà, anglès i quítxua.

## Argument
Un entramat de relacions amoroses i sexuals cobreixen la trama d'aquest film. Silvio Lisboa, un home adinerat que viu amb la seva dona en una luxosa mansió, anhela ferventment ficar-se al llit amb una decoradora famosa a l'habitació 1723 de l'hotel Princesa Sofia. La recepcionista d'aquest hotel es veu d'amagat amb un monitor de piscines i el seu marit actua de voyeur en un veler de la badia de Cadaqués. Jorge Washington, un immigrant peruà, desitja a les dones blanques que passegen per Barcelona, però fa diversos mesos que manté una relació amb l'assistenta dels Lisboa.

## Repartiment
- Abel Folk... Narrador
- José Coronado... Silvio
- Aitana Sánchez-Gijón... 	Claudia
- Cecilia Rossetto 	... Marcia
- Marc Cartes... Daniel
- Cristina Plazas... Irina
- Patricia Arredondo... Mariela
- Gerardo Zamora... Jorge Washington
- Aina Clotet... Filla

## Reconeixements
Als V Premis Barcelona de Cinema fou nominada a la millor pel·lícula en versió original catalana.